# Нейтронний метод міченої речовини
Нейтронний метод міченої речовини (рос. нейтронный метод меченого вещества; англ. neutron method of traced substance; нім. Neutronenmethode f der Tracersubstanz) — індикаторний метод, оснований на тому, що в газонафтонасичений пласт нагнітається речовина, яка дуже поглинає теплові нейтрони, а вимірювання здійснюються методом імпульсного нейтронного каротажу в процесі і після запомповування міченої речовини.
Метод може застосовуватися для визначення працюючих товщин пласта у свердловині, наявності заколонних перетікань, виявлення інтервалів обводнення за низької мінералізації вод, оцінки залишкової водонасиченості, нафтонасиченості.